# Robert Weaver
Robert Weaver (Rochester (Nueva York), Estados Unidos, 29 de diciembre de 1958) es un deportista estadounidense retirado especialista en lucha libre olímpica donde llegó a ser campeón olímpico en Los Ángeles 1984.

## Carrera deportiva
En los Juegos Olímpicos de 1984 celebrados en Los Ángeles ganó la medalla de oro en lucha libre olímpica de pesos de hasta 48 kg, por delante del luchador japonés Takashi Irie (plata) y del surcoreano Son Gab-Do (bronce).